# Eurocon 2004

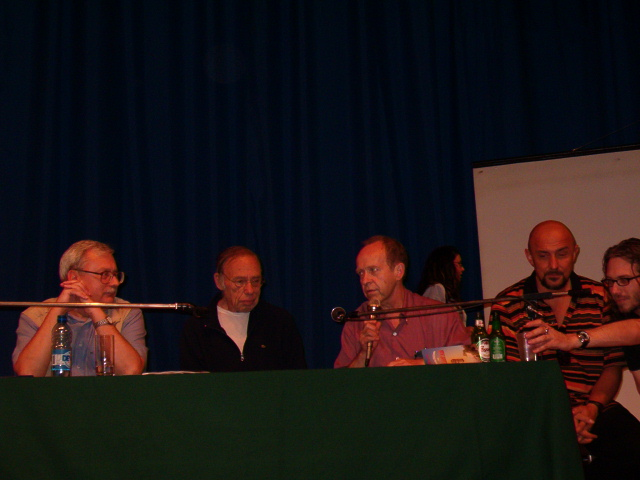
Eurocon 2004, în imagine: Andrzej Sapkowski, Robert Sheckley, Ian Watson, Roberto Quaglia și Patrick Giger

Eurocon 2004, acronim pentru Convenția europeană de science fiction din 2004, a avut loc la Plovdiv în  Bulgaria, pentru prima dată.